# ЗІЛ-4329
ЗІЛ-4329 — російський середньотонажний вантажний автомобіль класу N2 категорії MCV, що виготовляється на Автомобільному заводі імені Лихачова.
Кабіна автомобіля виготовлена китайською компанією Shaanxi по ліцензії на MAN L2000.
В квітні 2009 року на автоскладальному виробництві відбулася дослідна збірка автомобіля ЗІЛ-4329В3 з безкапотною кабіною.